# Цай Юн
Цай Юн (кит. трад. 蔡邕; 132—192) — китайский интеллектуал эпохи Хань, каллиграф, музыкант, крупнейший специалист своего времени по ритуалу, истории и астрономии.

## Биография
Служил при дворе императора Лин-ди (правл. 168-89) и генерала-диктатора Дун Чжо (190-92), носил титул чжунлан 中郎. Умер в тюрьме.
Дочь Цай Юна — Цай Вэньцзи (177—250 гг. точные годы рождения и смерти неизвестны); также известна как Цай Янь) — знаменитая поэтесса и композитор эпохи поздней Хань.

## Труды
Большинство сочинений Цай Юна утеряны либо сохранились в цитатах (в том числе в «Хоу Ханьшу»). Одно из важных исключений составляет трактат «Цинь цао» 琴操 об игре на цине. В нём сохранились наиболее ранние среди традиционных табулатур для этого инструмента.

## В культуре
Является героем произведения "Лютня" (дословно "Сказка пипы")  Гао Мина. Сюжет о молодом ученом, оставившем жену ухаживать за родителями и уехавшем в столицу на экзамен. Блестяще сдав его, он становится зятем первого министра. После того как родители умерли от голода, «деревенская жена» отправляется на поиски мужа. Финал пьесы благополучен: она занимает, с согласия дочери министра, свое законное место.